# Phrynobatrachus ghanensis
Phrynobatrachus ghanensis es una especie  de anfibios de la familia Ranidae.

## Distribución geográfica
Se encuentra en Costa de Marfil y Ghana.  

## Estado de conservación
Se encuentra amenazada de extinción por la pérdida de su hábitat natural.